# Brossel A98 DAR
Le Brossel A98 DAR est un châssis d'autobus produit par Brossel et carrossé par Jonckheere ou Van Hool.

## Caractéristiques

### Dimensions
- Châssis en acier embouti assemblé par rivets.
- Empattement : 5 000 / 5 125 / 5 900 / 6 000 / 6 100 mm ;
- Porte-à-faux avant* : 2 050 mm[Note 2] ;
- Porte-à-faux arrière* : 3 180 mm ;
- Longueur du châssis : 10 230 / 10 355 / 11 130 / 11 230 / 11 330 mm ;
- Portes : simple à l'avant ; simple ou double au milieu[Note 2].

* du châssis.
Carrosserie réalisée par Jonckheere ou Van Hool.

### Motorisation
Diesel Leyland O600 ou O680 vertical longitudinal au centre dans le porte-à-faux arrière associé à un coupleur hydraulique et une boite de vitesses semi-automatique Leyland GB 106 ou un convertisseur de couple et cette même boite (se comportant alors comme une boite automatique).

## Production
| Illustration | Réseau - Compagnie | Carrosserie        | Nombre | Numéros | Livraison |
| ------------ | ------------------ | ------------------ | ------ | ------- | --------- |
|              | Arthur Linglez     | Van Hool Cityliner | 1      |         |           |